# Piriqueta cistoides
Piriqueta cistoides là một loài thực vật có hoa trong họ Lạc tiên. Loài này được (L.) Griseb. miêu tả khoa học đầu tiên năm 1860.